# Grmovlje
Grmovlje este o localitate din comuna Škocjan, Slovenia, cu o populație de 143 de locuitori.